# Hengelosche Bierbrouwerij

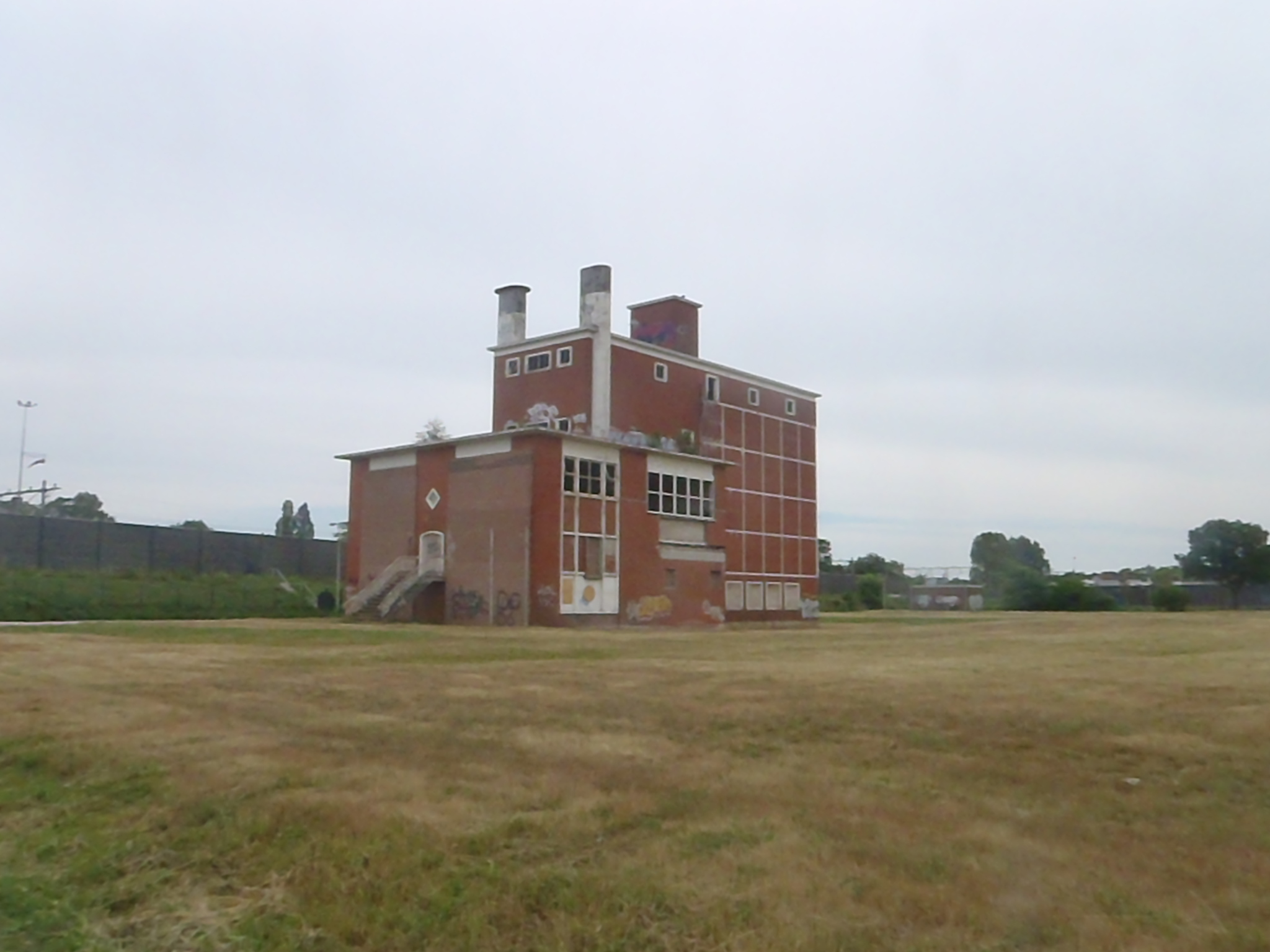
Het silogebouw in 2015 als laatste restant van de brouwerij

De Hengelosche Bierbrouwerij was een Nederlandse bierbrouwerij die onder andere het Hengelo Bier brouwde. De brouwerij was gevestigd in het Twentse Hengelo.

## Geschiedenis
Op 1 juni 1879 richtte het zakenduo Herman Meijling en de Hengelose brouwer J.H. Bartelink een nieuwe, op stoom aangedreven brouwerij op. De brouwerij kreeg de naam Hengelosche Stoom Beiersch Bierbrouwerij mee. Het stempel Beiersch kreeg het mee omdat er volgens het Beierse ondergistingsproces gebrouwen werd, waardoor het bier een lange houdbaarheidstermijn kende.
Na afloop van de Eerste Wereldoorlog kocht Meijling Bartelink uit het bedrijf. De naam werd veranderd in Hengelosche Bierbrouwerij en in 1919 werd het bedrijf een naamloze vennootschap.
De brouwerij behoorde tot de grootste brouwers van Nederland. Lange tijd was het een grotere onderneming dan bijvoorbeeld Grolsch. In 1952 werd een nieuw brouwhuis gebouwd en in 1965 volgde een moderne bottelarij. Tevens werd toen overgegaan op productie van frisdranken. Desondanks was in 1974 een overname door de Belgische Brouwerij Artois onafwendbaar. De brouwerij bleef wel bier onder de naam Hengelo Bier produceren.
Toen grootafnemer Aldi voor haar huismerk overstapte naar concurrent Bavaria, kon het bedrijf het hoofd niet langer boven water houden. Op 1 april 1988 volgde sluiting van de brouwerij. Het merk Hengelo Bier verdween nog niet direct van de markt; het pilsener werd nog tijdelijk geproduceerd in de later ook gesloten brouwerij Wielemans-Ceuppens in Brussel. De speciale bieren werden nog korte tijd gebrouwen te Dommelen.
Het monumentale ketelhuis van de brouwerij, aan de Brouwerijstraat 51 te Hengelo, liep in juli 2005 zware schade op na een aangestoken brand. Aangezien het gebied van de brouwerij onder de naam De Brouwery reeds sinds 1999 in handen van projectontwikkelaars was om er een nieuw woongebied in het centrum van Hengelo te realiseren, werd besloten het oude brouwerijhuis te herbouwen. Het naoorlogse silogebouw naast het voormalige brouwerijhuis wordt gerestaureerd.

### Hengelo Bier
Na een afwezigheid van twintig jaar werd Hengelo Bier vanaf 1 december 2007 weer tijdelijk op de markt gebracht door de heropgerichte Hengelosche Bierbrouwerij. Initiatiefnemer is de Hengelose ondernemer en kunstenaar Herbert Capelle. In samenwerking met andere brouwerijen werd het bier gebrouwen in Beieren, Hannover en Amsterdam.